# Corticaria petrefacta
Corticaria petrefacta is een keversoort uit de familie schimmelkevers (Latridiidae). De wetenschappelijke naam van de soort werd in 1913 gepubliceerd door Henry Frederick Wickham.